# Pocrte
Pocrte su naseljeno mjesto u sastavu općine Grude, Federacija Bosne i Hercegovine, BiH.

## Geografski položaj
Pocrte su smještene između naselja Vrućice – Pešija (na samoj crti pristupa u općinsko središte Grude (južna međa), neposredno uz regionalnu cestu Imotski – Gorica – Grude.
Povijesno – geografski starije naselje (gornje) Pocrte smješteno je 550 m sjevernije, i nadvisuje današnje (donje) Pocrte približno za 120 m.
Mlađe naselje (donje) Pocrte nalazi se na dodiru Bekijskog polja, koje ovisno o padalinama tijekom sezone povremeno poplavljuje, i razmjerno strmih padina nad kojima su oblikovane, za uvjete krškog terena, plodne uvale, doci i manje zaravni. U tom dijelu smješteno je starije naselje (gornje) Pocrte, u kojim danas obitavaju samo dvije obitelji za razliku od nekadašnjih dvadesetak. Razdvajaju ih dva cestovna puta; niži koji prati rub Bekijskog polja duž naselja Vrućice - Pocrte (donje) – Grude, i viši koji brazdi uz naselja gornji Zorići, Rupine i (gornje) Pôcrte. Putovi prate jasno izražene trase rasjeda smjera SZ – JI, koji su raščlanili 2 km širok vršni, dio gorske grede Cere, omeđene Bekijskim poljem na JZ i Posuškim poljem na SI. Reljefne datosti bitno su obilježile razmještaj naselja. Promatrano od Bekijskog prema Posuškom polju, pružaju se stepeničasto. Podrijetlo naziva naselja Pocrte (posebice u povijesno – geografskom smislu starije naselje, “gornje” Pocrte) ukazuje na znakovit geografski i reljefni položaj. Prema etimologijskom rječniku P. Skoka (1972.) prefiks (predmetak riječi) pô, (staroslavenski), često se javlja u toponomastici (nazivlju). Kao pridjev znači “nešto što je ispod” – donje. Spomenuto odražava podrijetlo naziva starijeg i mlađeg naselja Pocrte, naselje koje je smješteno ispod naglašenih reljefnih razlomnica. Starije naselje (gornje) Pocrte nalazi se točno na polovici rasjedima omeđene, prve manje zaravni, kata, stepenice (etaže) koju dijeli, siječe razmjerno duboko usječena jaruga, koja je onemogućila dodir s nešto sjeverozapadnije položitijim nastambama, koju je razdvojila spomenuta jaruga.

## Običaji

### Pučke igre
Mogu se podijeliti na igre odraslih (kamena s ramena, šijavica, igra klipa, igra kuke, igra klisa, igra tikava, igra kaiša i igra prstena), te na igre mladih (živi i mrtvi, školica, igra skrivača, petonjaka, ćora bake, mice itd.).
Odrasli, a i mladi su trebali dokazati svoju snagu, izdržljivost, snalažljivost, pronicljivost i svaku drugu sposobnost, pa su se ponekad organizirala prava nadmetanja iz raznih igara. Kako bi se dokazalo tko je jači, brži i izdržljiviji skakalo bi se na napuhani mijeh, na stol, preskakivao plot, trčalo na određenu daljinu, igralo čelične ruke i sl.

## Šport
Pocrtani su u općini Grude oduvijek poznati kao dobri malonogometaši. Prvi put su na Ligi mjesnih zajednica općine Grude nastupili 1978. iako nisu bili mjesna zajednica već dio MZ Grude. Završili su treći, dok su već sljedeće ljeto postali prvaci. Za Pocrte su tada igrali: Ivan Spajić (Fićo), Goran Marić (danas poznati političar), Mate Šimunović, Boro Šimunović, Ante Šimunović (Kurdo), Velimir Šimunović (Velo), Zoran Šimunović (Đoko), Mladan Šimunović (Đemić), Zdravko Šimunović (Struka), Rajko Marić, Slobodan Šimunović (Boka), Milan Šimunović i Slobodan Šimunović (Bota). Još jednom su bili prvi - 1981. (1980. je finalna utakmica protiv Gorice prekinuta i nikada nije odigrana). Nakon toga slijede četiri druga mjesta. 1985. godine jugoslavenska milicija oduzela je u finalnoj utakmici ekipi Pocrta dresove u bojama crven-bijel-plav jer navodno u sličnima u Australiji nastupa neki ustaški klub. Sljedeće godine, 1986., momčad Pocrta nastupa bez ikakvog dresa i osvaja ponovno prvo mjesto. Dresovi su vraćeni 1990. godine.
Nakon rata ponovno kreće općinska liga, a Pocrte su, predvođene Hrvojem Marićem (Hrtom) i Ivicom Marićem (Šickom), bile prvaci još 6 puta - 2000., 2001., 2002., 2003., 2004. i 2005. godine.
U Pocrtama se svake godine na Božić tradicionalno igra utakmica između pristalica Dinama i Hajduka. Tradicija seže u davnu 1979. godinu.

## Poznate osobe
Goran Marić , političar i bivši nogometni sudac